# Кубок трёх наций 2007
Кубок трёх наций 2007 — 12-й розыгрыш Кубка трёх наций, ежегодного турнира по регби-15, в котором участвуют сильнейшие команды Южного полушария: Австралия, Новая Зеландия и ЮАР. Проходил с 16 июня по 21 июля 2007 года. Победителями в восьмой раз стали новозеландцы.

## Регламент
Команды проводят по две игры (одну дома, другую в гостях) с каждым из соперников. Побеждает команда, набравшая большее количество очков. Помимо очков за победу и ничью, можно, при выполнении определённых условиях, заработать бонусные очки:
- 4 очка за победу
- 2 очка за ничью
- 0 очков за поражение
- 1 очко за четыре или более занесённые командой попытки в матче, вне зависимости от конечного результата игры (бонус в атаке)
- 1 очко за проигрыш в матче с разницей в семь или менее очков (бонус в защите)

## Результаты

### Итоговое положение команд
| Место | Команда        | Игры | Игры | Игры | Игры | Игровые очки | Игровые очки | Игровые очки | Бонусные очки | Всего очков |
| Место | Команда        | И    | В    | Н    | П    | +            | −            | ±            | Бонусные очки | Всего очков |
| ----- | -------------- | ---- | ---- | ---- | ---- | ------------ | ------------ | ------------ | ------------- | ----------- |
| 1     | Новая Зеландия | 4    | 3    | 0    | 1    | 100          | 59           | +61          | 1             | 13          |
| 2     | Австралия      | 4    | 2    | 0    | 2    | 76           | 80           | -4           | 1             | 9           |
| 3     | ЮАР            | 4    | 1    | 0    | 3    | 66           | 103          | -37          | 1             | 5           |

### Матчи

#### Первый матч
| 16 июня 2007 | \| ЮАР \| 22—19 \| Австралия \| | Ньюландс Стэйдиум, Кейптаун Судья: Уэйн Барнс Зрителей: 49,333 |
| Отчёт        |                                 |                                                                |
| ЮАР          | 22—19                           | Австралия                                                      |

#### Второй матч
| 23 июня 2007 | \| ЮАР \| 21—26 \| Новая Зеландия \| | Кингз Парк, Дурбан Судья: Алэн Роллан Зрителей: 51,861 |
| Отчёт        |                                      |                                                        |
| ЮАР          | 21—26                                | Новая Зеландия                                         |

#### Третий матч
| 30 июня 2007 | \| Австралия \| 20—15 \| Новая Зеландия \| | Мельбурн Крикет Граунд, Мельбурн Судья: Мариус Йонкер Зрителей: 79,322 |
| Отчёт        |                                            |                                                                        |
| Австралия    | 20—15                                      | Новая Зеландия                                                         |

#### Четвёртый матч
| 7 июля 2007 | \| Австралия \| 25—17 \| ЮАР \| | Телстра Стэйдиум, Сидней Судья: Пол Хонис Зрителей: 51,174 |
| Отчёт       |                                 |                                                            |
| Австралия   | 25—17                           | ЮАР                                                        |

#### Пятый матч
| 14 июля 2007   | \| Новая Зеландия \| 33—6 \| ЮАР \| | Джейд Стэйдиум, Крайстчерч Судья: Стюарт Дикенсон Зрителей: 33,708 |
| Отчёт          |                                     |                                                                    |
| Новая Зеландия | 33—6                                | ЮАР                                                                |

#### Шестой матч
| 21 июля 2007   | \| Новая Зеландия \| 26—12 \| Австралия \| | Идэн Парк, Окленд Судья: Найджел Оуэнс Зрителей: 45,000 |
| Отчёт          |                                            |                                                         |
| Новая Зеландия | 26—12                                      | Австралия                                               |

| Обладатель кубка трёх наций 2007 |
| -------------------------------- |
| Новая Зеландия Восьмой титул     |